# Hervormde kerk (Rhoon)
De hervormde kerk van Rhoon staat aan de Dorpsdijk, net ten zuiden van het kasteel van Rhoon. De kerk was oorspronkelijk bestemd voor de rooms-katholieke eredienst maar is sinds 1572 in gebruik bij de hervormde gemeente Rhoon, die tot de classis Barendrecht behoort.

## Het gebouw

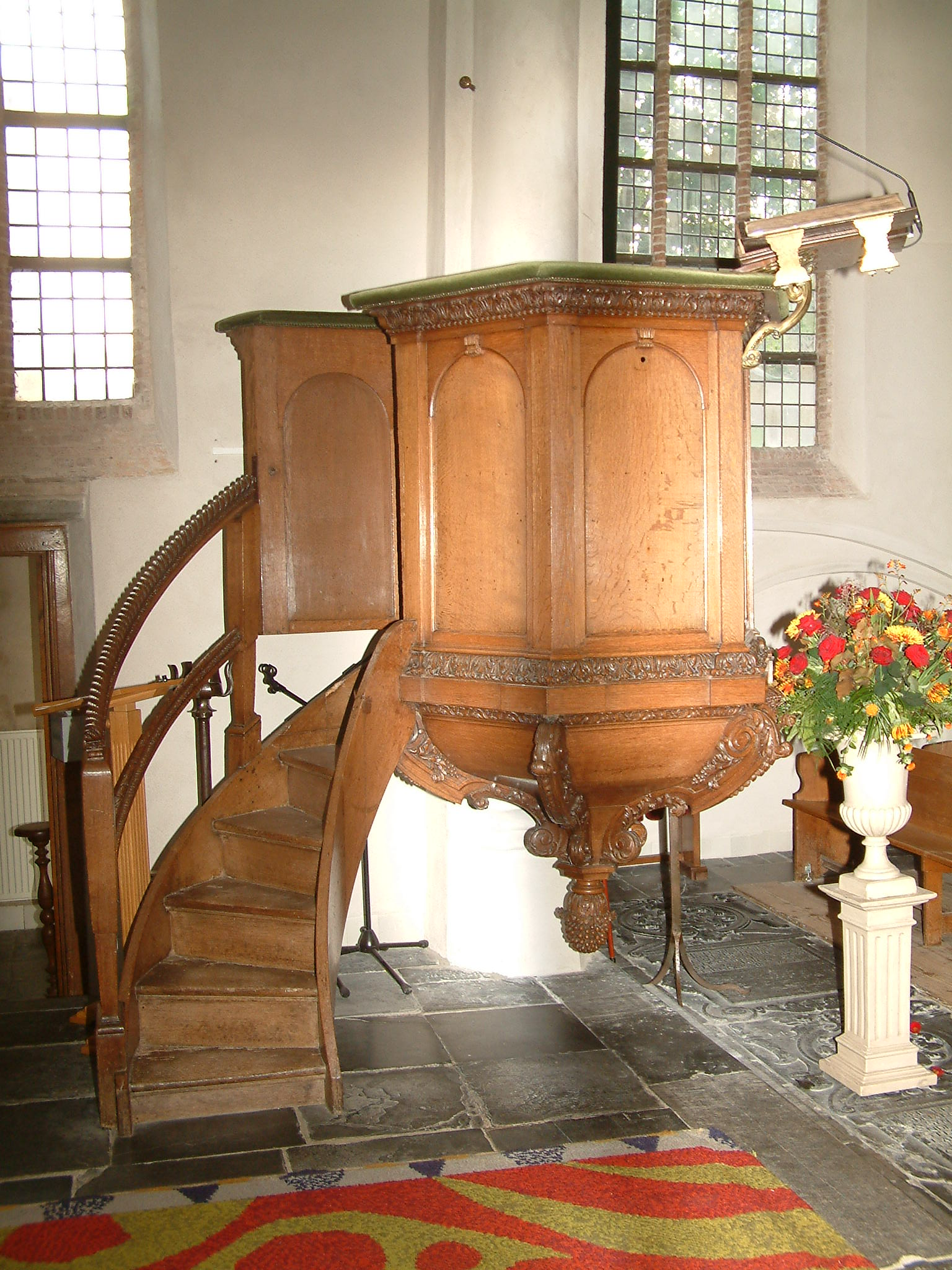
De preekstoel

De kerk is gebouwd in laat-gotische stijl. Het koor met de toren was rond 1430 gereed. Rond 1500 werd de lege ruimte tussen koor en toren volgebouwd, waardoor een gebouw ontstond dat toren, schip en koor bevatte. Dit gebouw was gewijd aan Sint Willibrord. In de sterk voorover hellende toren zit boven de deur nog een nisje, waarin een beeldje van Sint Willibrord heeft gestaan. In het koor bevindt zich een leprozen raam. Door dit raam konden leprozen toch nog een blik op de misbediening bij het altaar werpen. De huidige preekstoel dateert van omstreeks 1650. Bovenop ligt een koperen lezenaar, met daarop de kanselbijbel. Voor de Heer van Rhoon stond er een Herenbank met fraai houtsnijwerk. Deze bank is uitgevoerd in Renaissancestijl en zeer waarschijnlijk eind 16e eeuw vervaardigd. Deze bank wordt nu gebruikt door de kerkenraad. Naast de toren stond een doopkapel, die in 1881 werd afgebroken.
In 1905 brak er brand uit in de kerktoren. De luidklok uit 1650 smolt door de hitte en ging verloren. Volgens de opdracht was de klok één der laatste giften uit het geslacht Van Duyveland. De opdracht luidde: "Den Wel-Edel Geboore heer Pieter van Roode, heer van Rhoon en Pendrecht en de Wel-EdelGeboore vrouwe, Elizabeth de Voogt van Reineveld, Vrouwe ut supra. Anno 1650. Paris fecit".

## De grafkelders
In het koor zijn twee grafkelders. De oudste grafkelder is vrijwel zeker door de eerste heer van Rhoon, Biggo van Duyvelant, gebruikt. In 1780 nam Isaac Tromer (rentmeester) deze inmiddels geruimde kelder in gebruik. De tweede kelder is de grote- of Bentinckkelder, waarin doden uit de familie Bentinck liggen. Het kerkgebouw bevat, naast deze twee grafkelders, nog 35 grafzerken. Bij de laatste grondige restauratie zijn deze geordend en in de looppaden aangebracht. In het koor ligt een zeer mooi exemplaar. Het draagt het beeld van Abdis Adriana van Roon met de kromstaf in de hand.

## Het orgel

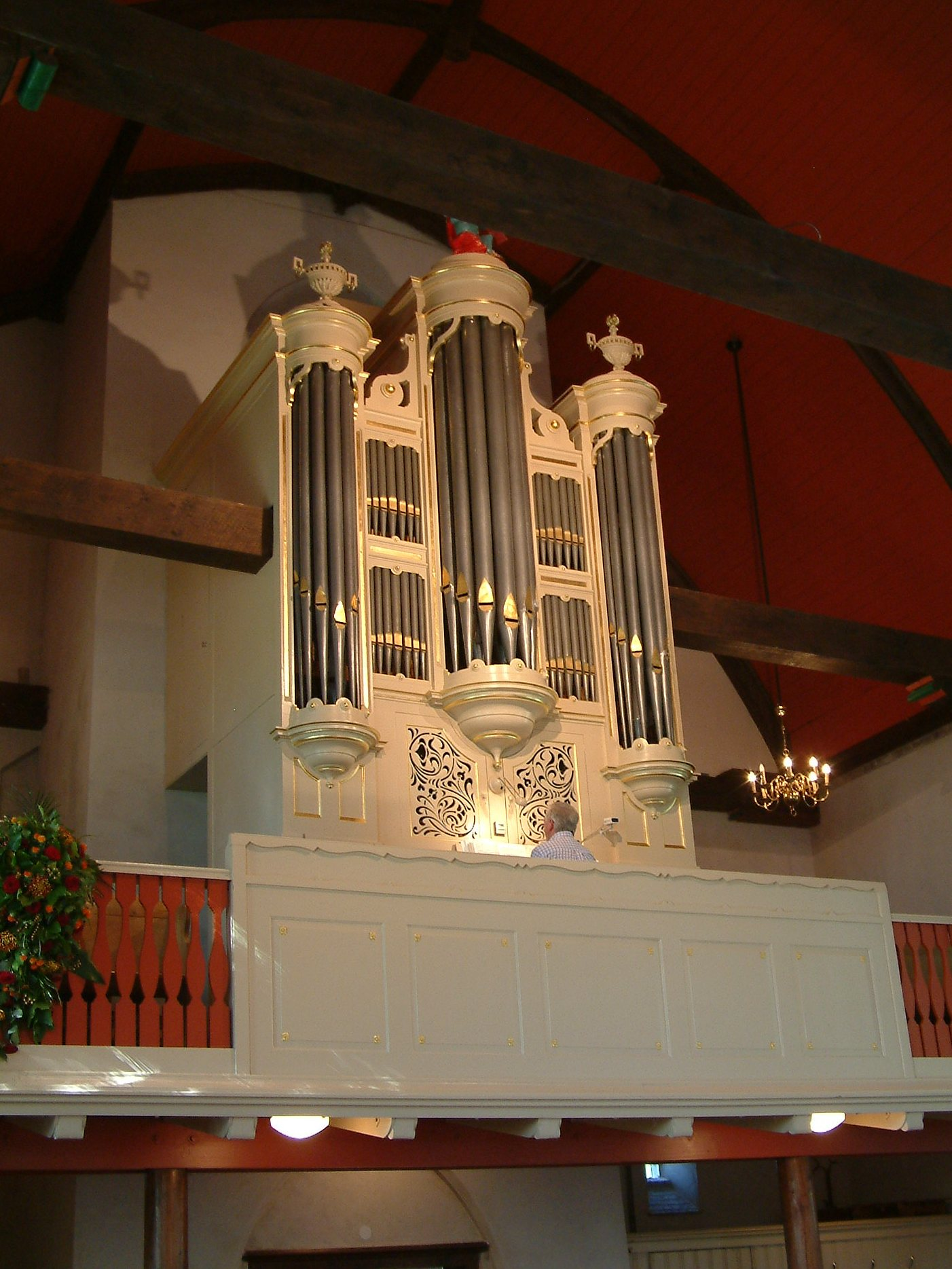
Het orgel

In 1807 kreeg het kerkgebouw voor het eerst een orgel. Het instrument was gebouwd door F.L. Schmidt. De brand van 1905 veroorzaakte zoveel water- en rookschade aan het orgel dat het niet meer te repareren was. In 1912 heeft orgelbouwer Van de Kley een klein elektro-pneumatisch orgel met 1 klavier met 8 registers en een pedaal met 2 stemmen geleverd. Het Van de Kley orgel, gebouwd in de zogenaamde vervaltijd van de orgelbouw, was in de loop der jaren zo slecht geworden dat in 1972 de firma van Vulpen opdracht kreeg een nieuw orgel in de bestaande Van de Kley orgelkast te bouwen. Van de Kley had gebruikgemaakt van enkele goed overgebleven pijpen van het Schmidt orgel. Ook Van Vulpen heeft deze Schmidt pijpen in het nieuwe orgel gebruikt met nog enige goede pijpen van het Van de Kley orgel en alle overige pijpen nieuw vervaardigd. Sinds 1998 is de kast gedecoreerd met bladgoud. Op de twee zijtorens staan vazen, die afkomstig zijn van het oude Schmidt orgel. Op de middentoren staat een beeld van Koning David met zijn harp. Waar het beeld vandaan gekomen is, is niet bekend. Deze ornamenten zijn in 1993 gerestaureerd.

## Het Bentinck monument
In 1739 werden de drie ramen van de apsis dichtgemetseld, om het Bentinck monument met de flankerende rouwborden te kunnen plaatsen. Dit monument, ontworpen door Daniël Marot in opdracht van Willem Gustaaf Frederik Bentinck, werd opgericht ter herinnering en nagedachtenis aan zijn vader Hans Willem Bentinck. Op het massief wit marmeren monument bevinden zich de wapens van Bentinck, Jane Marthe Temple en Anna de Villiers. Aan de koorwand prijkt een drietal grave rouwborden met tal van wapens met schild van Bentinck in zestien kwartieren.
Ze zijn van de volgende generaties Bentinck.
Twee sfinxen torsen een kist. Daarboven rijst statig een grafnaald van geaderd marmer. Op de top van de naald, die het dak nadert, staat een lijkbus. Voor de naald houden twee schreiende kinderen een kleed vast. Tegen de naald is het wapen van de Bentincks aangebracht, omhangen met het teken der “Orde van de Kouseband”, met de zinspreuk "Honi out qui mal y pense", en daar onder de wapens van de twee, hier vroeger begraven gemalinnen van Hans Willem Bentinck.

## De ramen

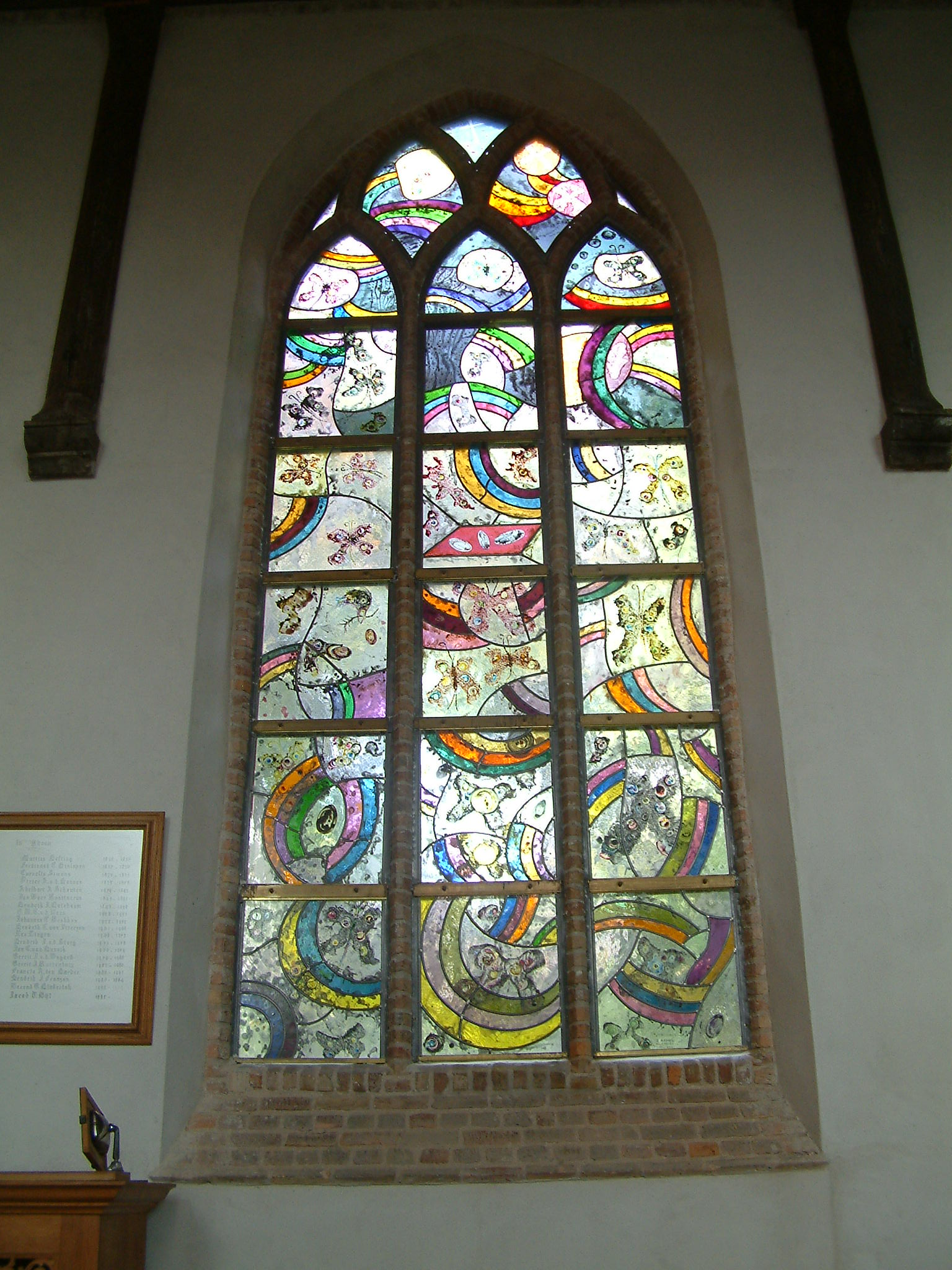
Ark van Noach Regenboog

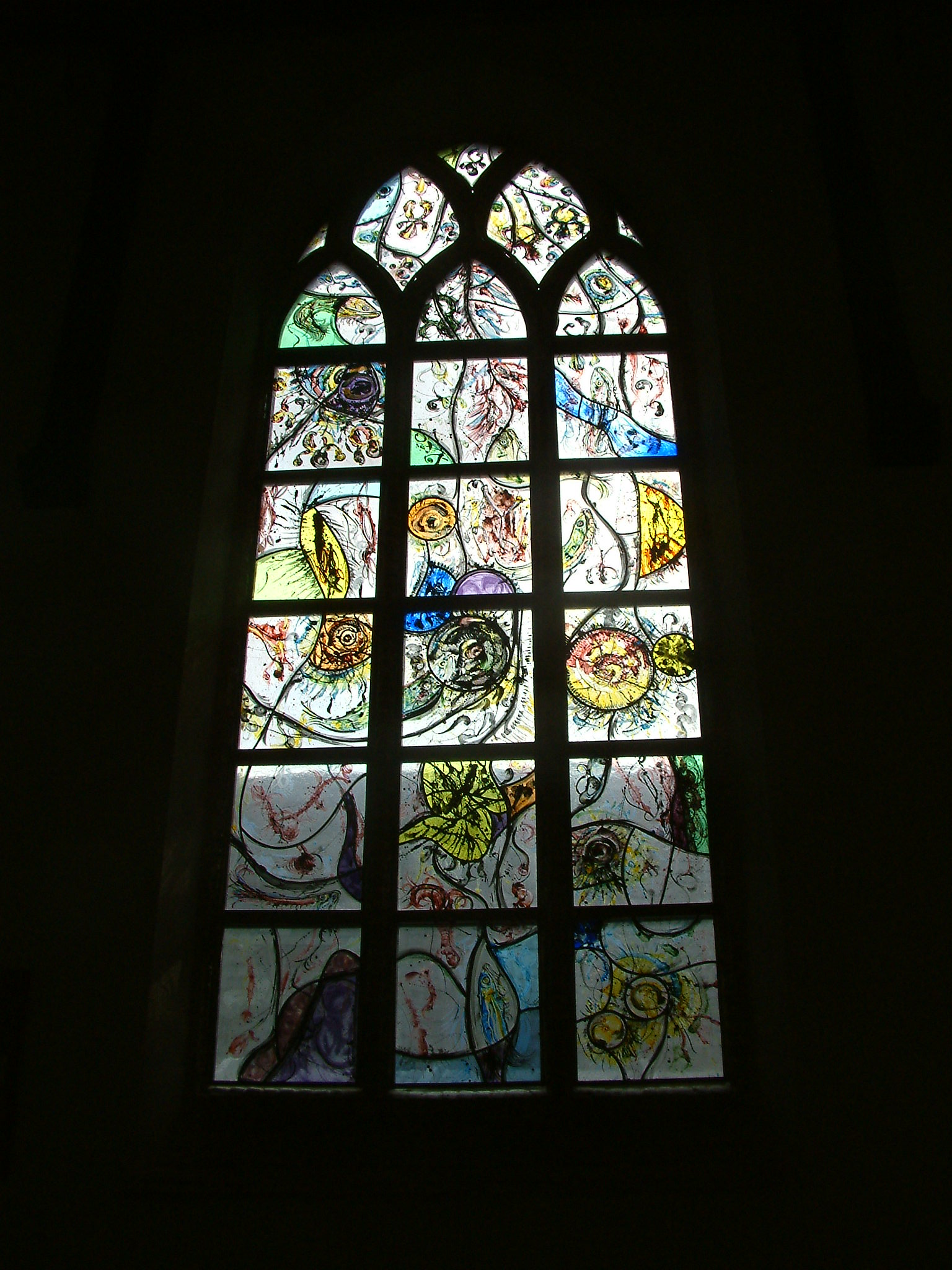
De schepping

Zaterdag 20 mei 2000, precies 500 jaar na de wijding van het gebouw, is er in het koor aan de zuidkant een raam met een zinnebeeld onthuld, een gebrandschilderd kunstwerk van de heer Marc Mulders. Dit raam is getiteld "De Schepping" en telt zeven vissen.
Op 14 september 2002 is het tweede gebrandschilderde raam onthuld. Dit draagt de titel: "De ark van Noach-regenboog".
In beide ramen wordt de Rhoonse geschiedenis met zijn overstromingen gesymboliseerd.

Overige foto's
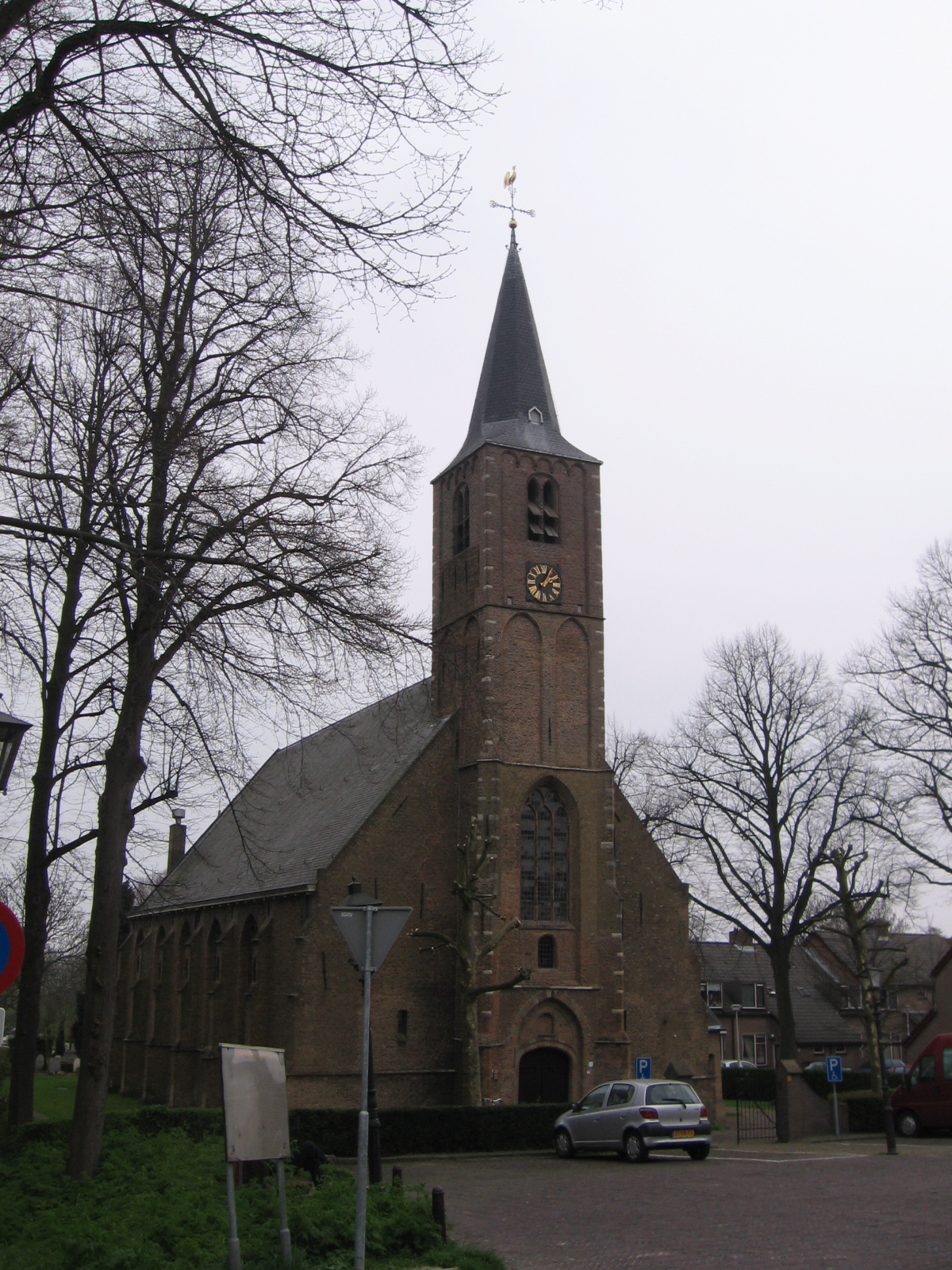
Vooraanzicht
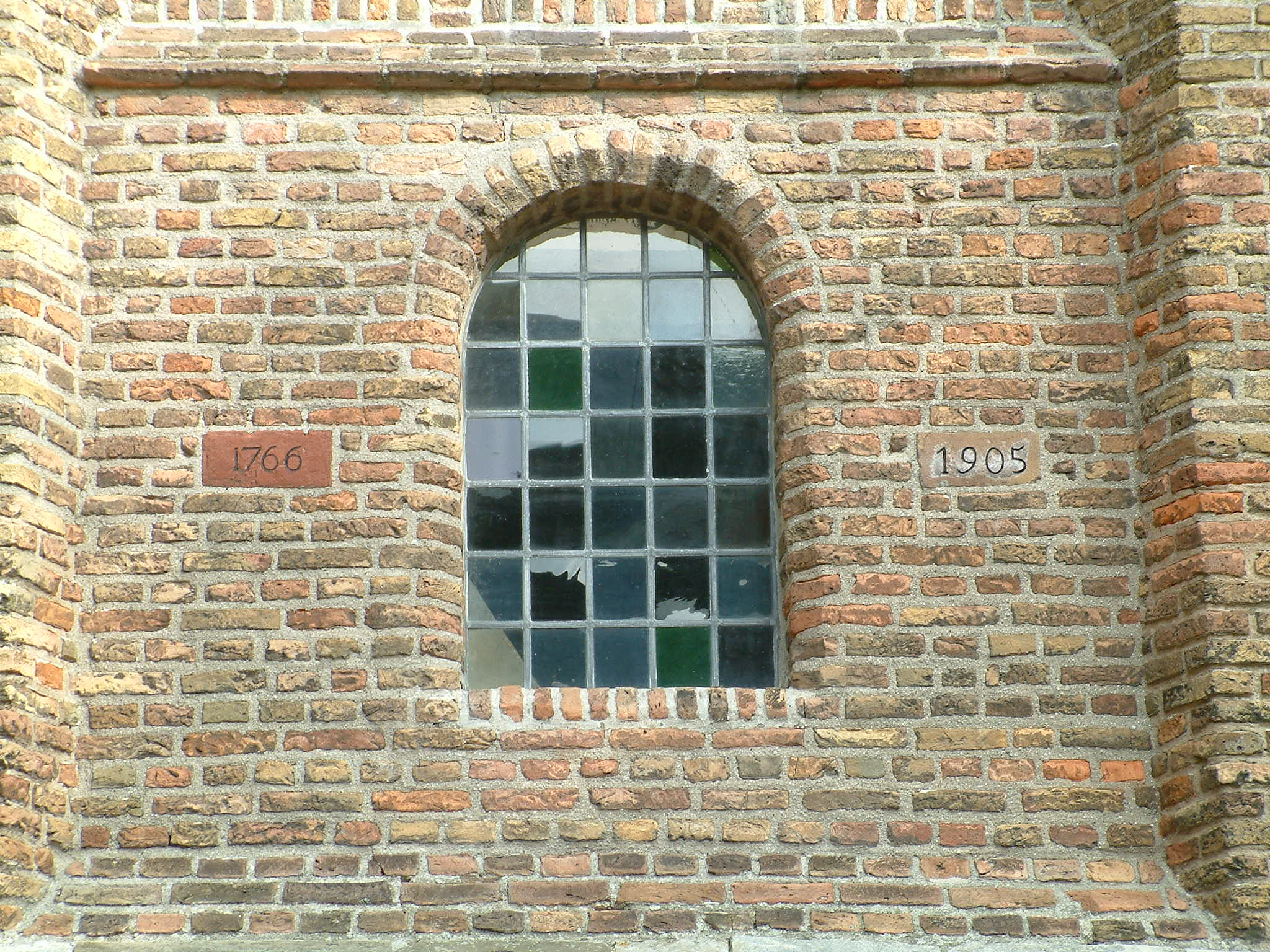
Stenen in de toren
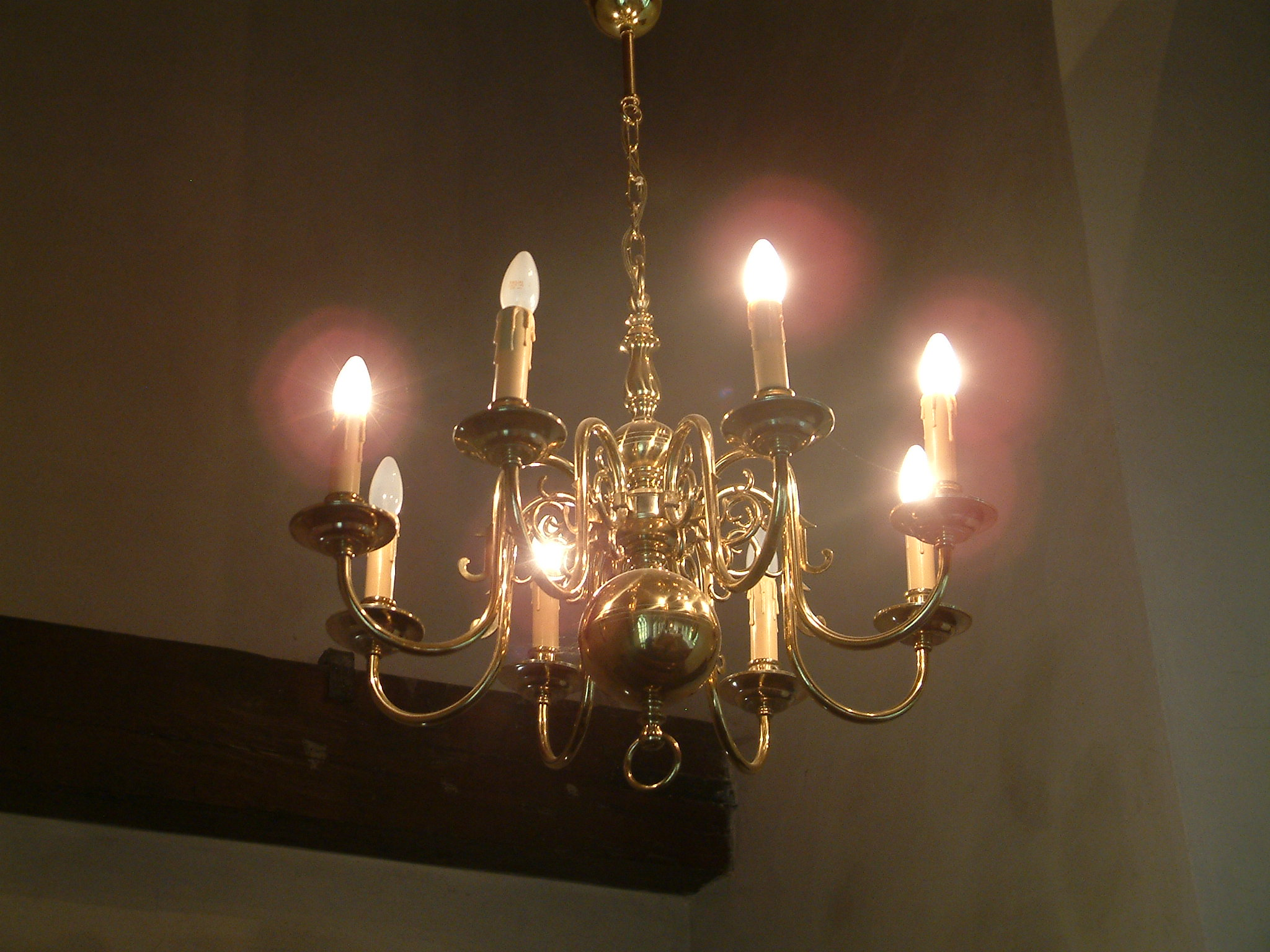
Armatuur
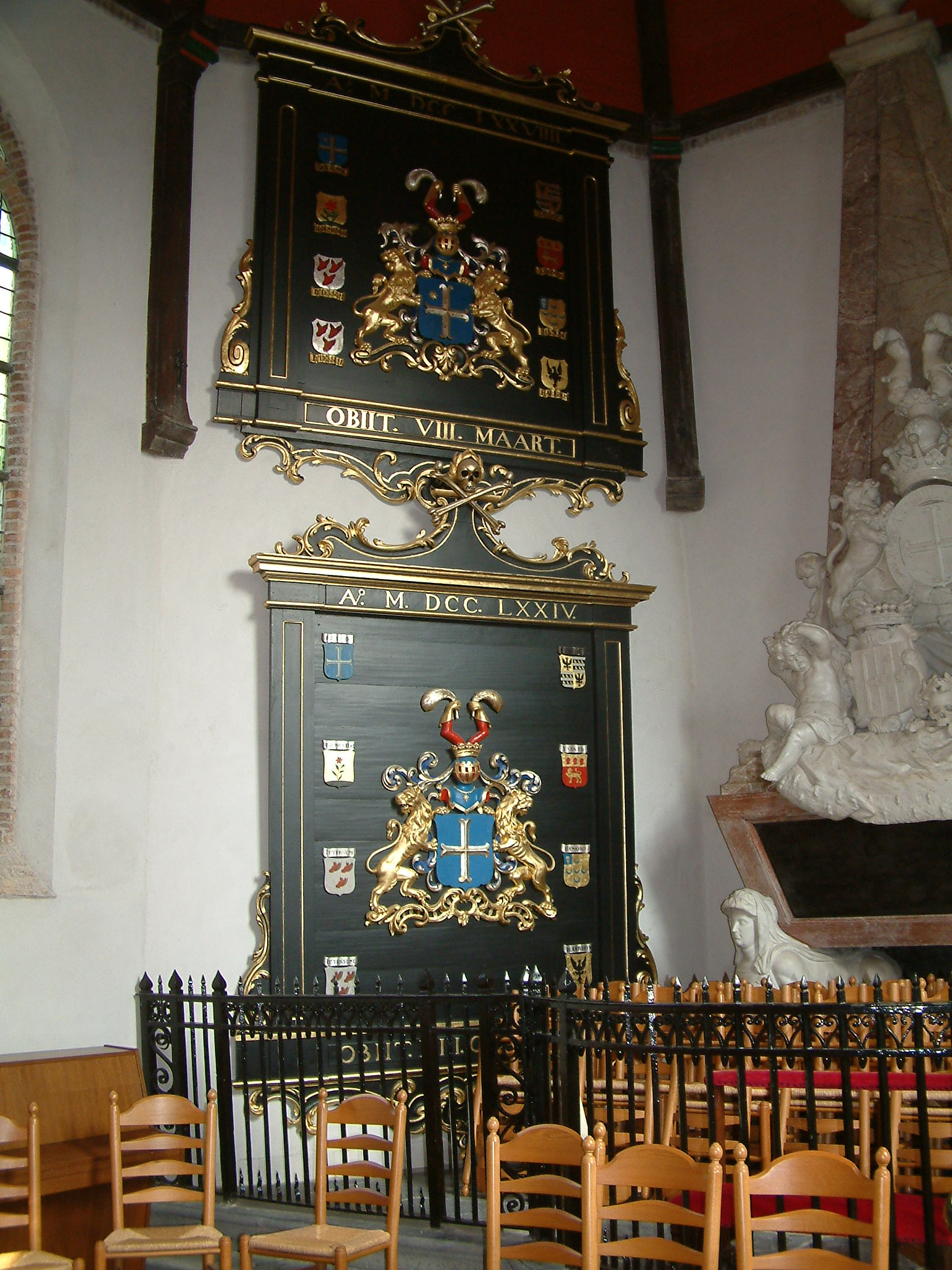
Rouwbord familie Bentinck
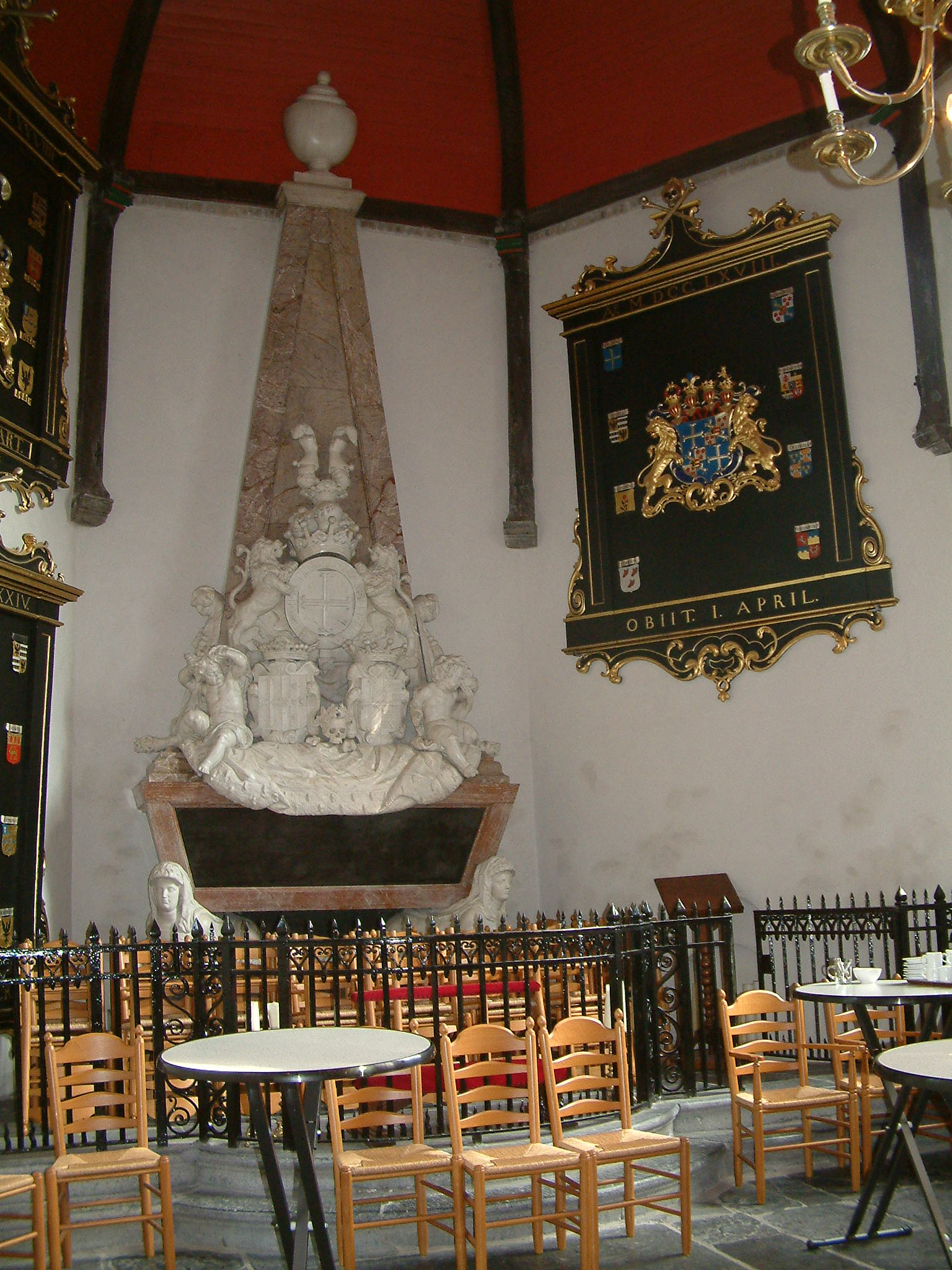
Het Bentinck monument
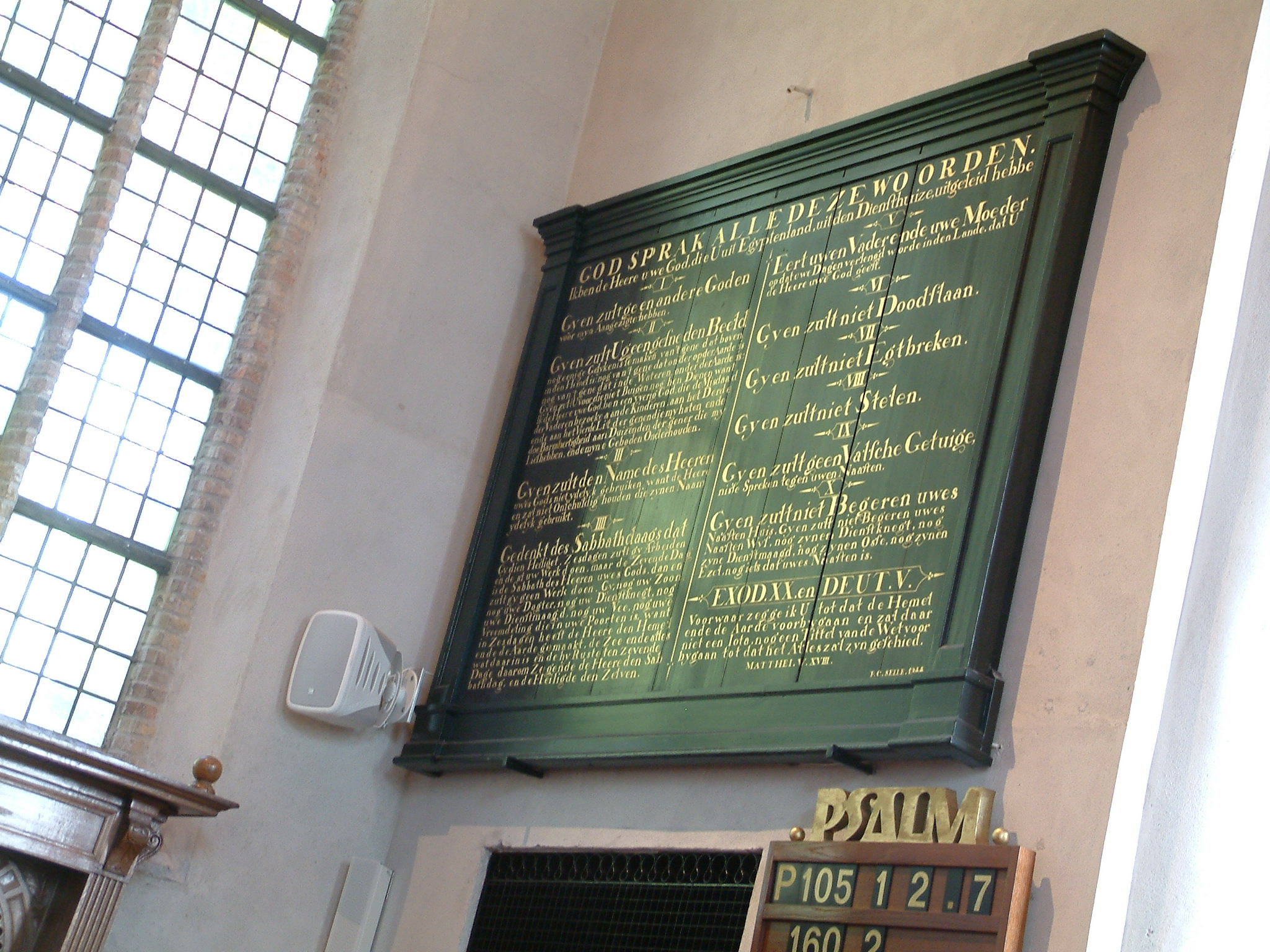
Bord links
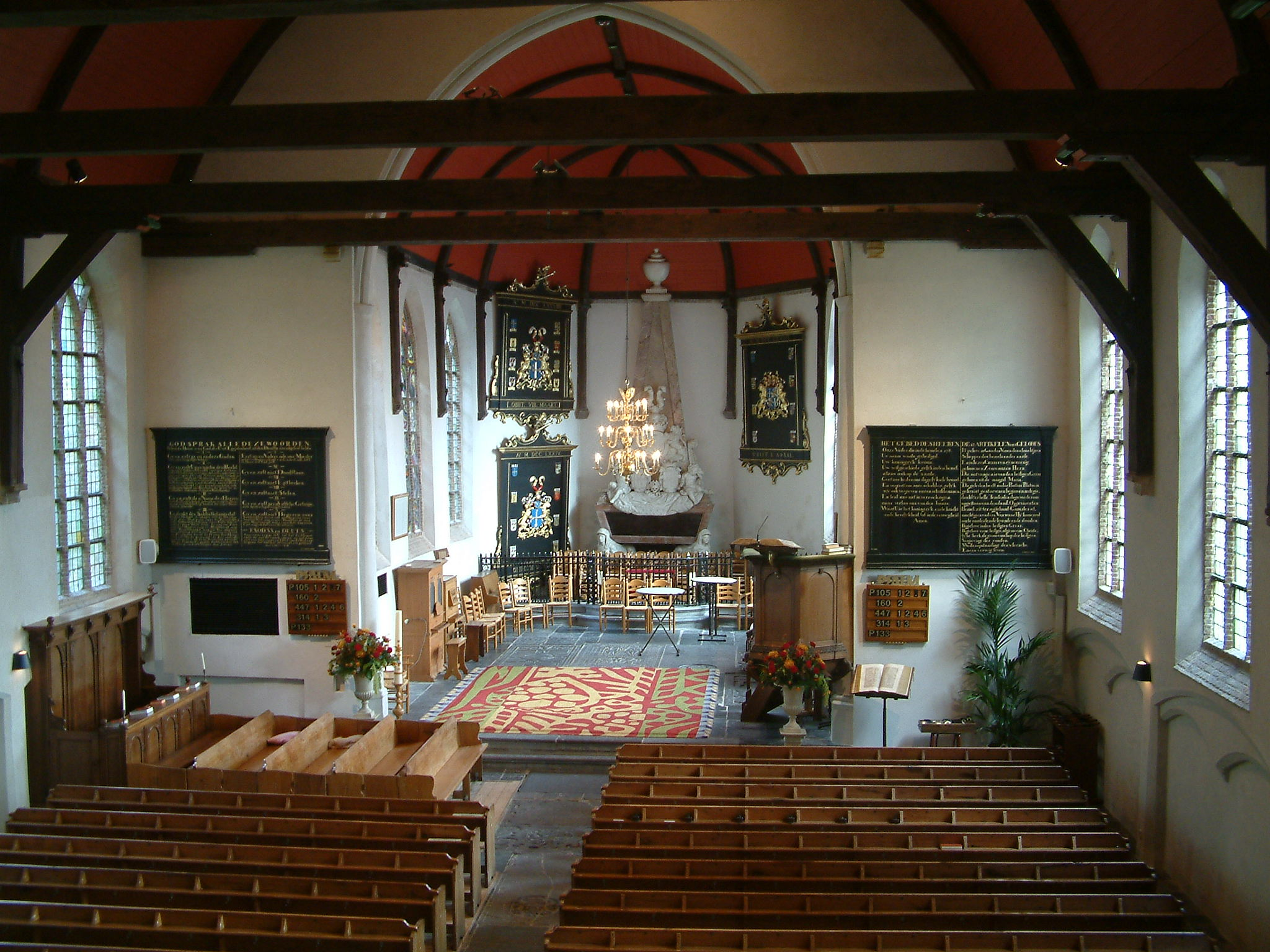
Koor
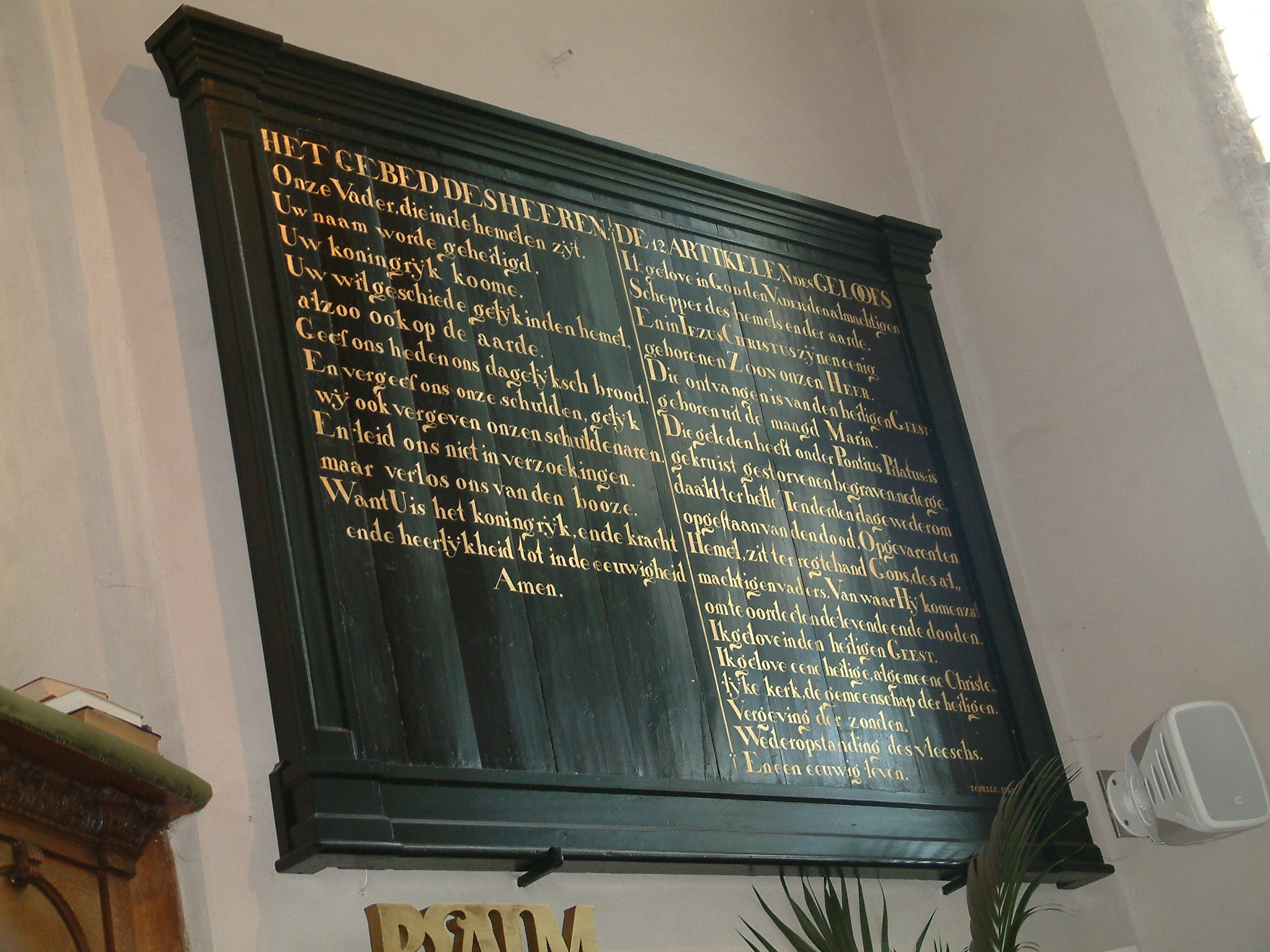
Bord rechts